# Wim Stroetinga
Willem Stroetinga (conocido como Wim Stroetinga; Oldeberkoop, 23 de mayo de 1985) es un deportista neerlandés que compitió en ciclismo en las modalidades de pista, especialista en la prueba de scratch, y ruta.
Ganó tres medallas en el Campeonato Mundial de Ciclismo en Pista entre los años 2007 y 2012, y tres medallas en el Campeonato Europeo de Ciclismo en Pista entre los años 2008 y 2019.
Participó en tres Juegos Olímpicos de Verano, entre los años 2008 y 2016, ocupando en la prueba de persecución por equipos el quinto lugar en Pekín 2008 y el séptimo lugar en Londres 2012.
En 2020 se retiró de la competición y se convirtió en asistente de director deportivo, en 2021 del equipo femenino NXTG Racing, 2022 y 2023 del Liv Racing y desde 2024 del Liv AlUla Jayco.

## Medallero internacional
| Campeonato Mundial | Campeonato Mundial         | Campeonato Mundial | Campeonato Mundial |
| Año                | Lugar                      | Medalla            | Competición        |
| ------------------ | -------------------------- | ------------------ | ------------------ |
| 2007               | Palma de Mallorca (España) | Medalla de plata   | Scratch            |
| 2008               | Mánchester (Reino Unido)   | Medalla de plata   | Scratch            |
| 2012               | Melbourne (Australia)      | Medalla de bronce  | Scratch            |
| Campeonato Europeo |                            |                    |                    |
| Año                | Lugar                      | Medalla            | Competición        |
| 2008               | Alkmaar (Países Bajos)     | Medalla de oro     | Ómnium             |
| 2016               | Saint-Quentin (Francia)    | Medalla de bronce  | Scratch            |
| 2019               | Apeldoorn (Países Bajos)   | Medalla de bronce  | Scratch            |

1. ↑  Campeonato Europeo realizado sólo para la disciplina de ómnium.

## Palmarés

### Ruta
| 2005 - Ronde van Midden-Nederland - 1 etapa de la OZ Wielerweekend 2006 - 1 etapa del Tour de Olympia - 1 etapa de la Vuelta a Anveres 2007 - 1 etapa de la Vuelta a Anveres 2011 - Ronde van Midden-Nederland - 3 etapas del Tour de Olympia 2012 - Premio Nacional de Clausura - 1 etapa de la Tour de Overijssel - 1 etapa del Tour de Olympia | 2013 - 1 etapa del Tour de Olympia 2014 - Zuid Oost Drenthe Classic I - Ronde van Midden-Nederland - 4 etapas del Tour de Olympia 2015 - Himmerland Rundt - 3 etapas del Tour de Olympia 2016 - 1 etapa del Ster ZLM Toer - 3.º en el Campeonato de los Países Bajos en Ruta |

### Pista
| 2004 - Campeonato de los Países Bajos en Scratch 2005 - Campeonato de los Países Bajos en Scratch - 2.º en el Campeonato de los Países Bajos en Puntuación 2006 - Campeonato de los Países Bajos en Madison (con Niki Terpstra) - Campeonato de los Países Bajos en Scratch 2007 - 2.º en el Campeonato Mundial en Scratch - Campeonato de los Países Bajos en Madison (con Niki Terpstra) - 2.º en el Campeonato de los Países Bajos en Scratch - 3.º en el Campeonato de los Países Bajos en Puntuación - 3.º en el Campeonato de los Países Bajos en Persecución 2008 - Campeonato Europeo Omnium Endurance - Campeonato de los Países Bajos en Madison (con Peter Schep) - Campeonato de los Países Bajos en Puntuación - Campeonato de los Países Bajos en Persecución - Campeonato de los Países Bajos en Scratch - 2.º en el Campeonato Mundial en Scratch | 2010 - 2.º en el Campeonato de los Países Bajos en Scratch 2011 - Campeonato de los Países Bajos en 50 km (con Peter Schep) - 3.º en el Campeonato de los Países Bajos en Puntuación - 3.º en el Campeonato de los Países Bajos en Madison - 3.º en el Campeonato de los Países Bajos en Scratch 2012 - 3.º en el Campeonato Mundial en Scratch - Campeonato de los Países Bajos en Puntuación 2013 - Campeonato de los Países Bajos en Madison (con Jens Mouris) - 2.º en el Campeonato de los Países Bajos en Puntuación 2015 - Campeonato de los Países Bajos en Persecución - Campeonato de los Países Bajos en Puntuación 2016 - 3.º en el Campeonato Europeo en Scratch 2019 - 3.º en el Campeonato Europeo en Scratch |